# Anki (企業)
Ankiは、過去に存在していた、アメリカのロボティクスメーカー。
現在は事業がアメリカのDigital Dream Labsに引き継がれている。